# Königlich Bayerisches 7. Feldartillerie-Regiment „Prinzregent Luitpold“

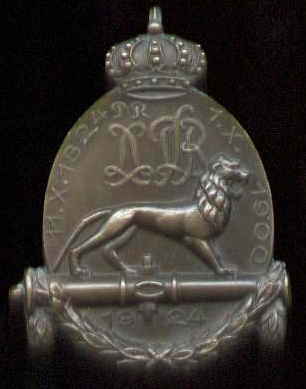
Erinnerungsabzeichen zum 100-jährigen Gründungsjubiläum des 1. Feldartillerie-Regiments und zum 24-jährigen Gründungsjubiläum des 7. Feldartillerie-Regiments, 1924

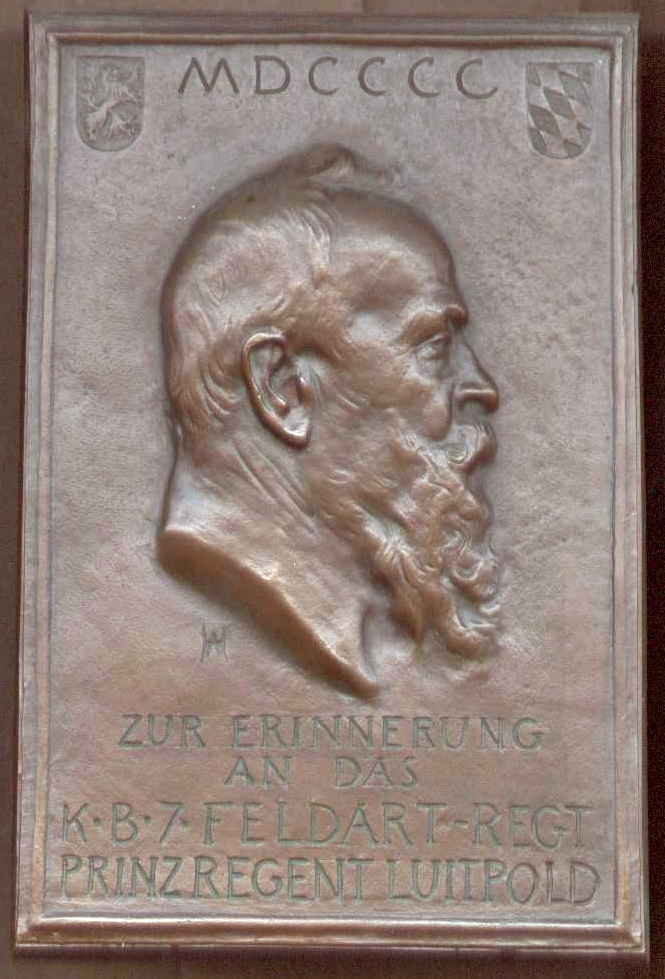
Bronze-Erinnerungsplakette an das Regiment, mit Relief des Prinzregenten, von Adolf von Hildebrand

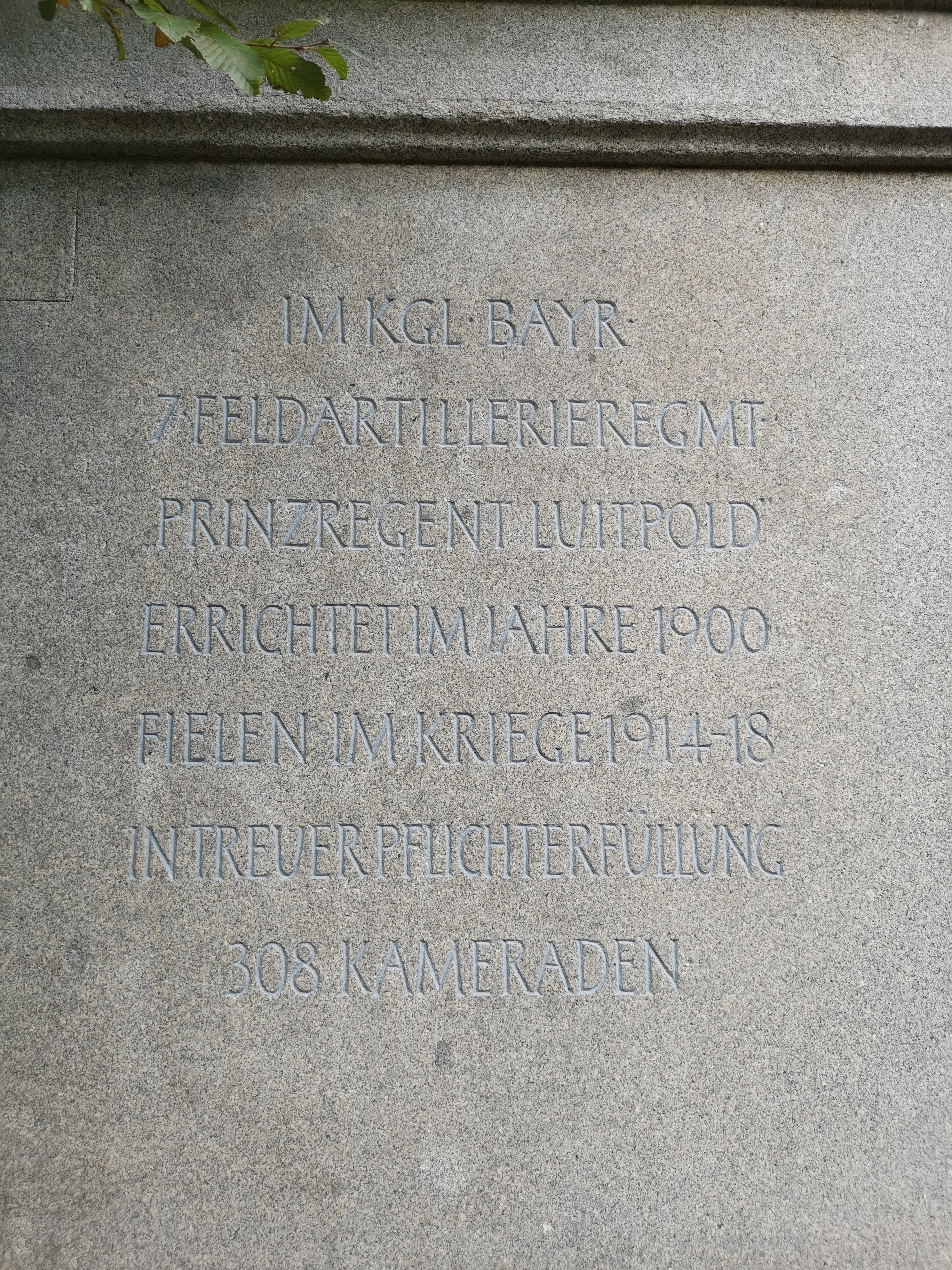
Denkmal für die im Ersten Weltkrieg erlittenen Verluste auf einem Denkmal (ehemalige Max II Kaserne)

Das 7. Feldartillerie-Regiment „Prinzregent Luitpold“ war ein Artillerieregiment der Bayerischen Armee.

## Geschichte
Das Regiment wurde am 1. Oktober 1900 aus der III. Abteilung und dem Stab der Reitenden Abteilung des 1. Artillerie-Regiments gebildet und hatte seinen Friedensstandort in München. Zusammen mit dem 1. Feldartillerie-Regiment bildete sie die 1. Feldartillerie-Brigade, die der 1. Division unterstand. Regimentsinhaber war Prinzregent Luitpold, dessen Namen das Regiment als Zusatz trug.

### Erster Weltkrieg
Seit Beginn des Ersten Weltkriegs war das Regiment als Teil der Divisionsartillerie der 1. Infanterie-Division der 6. Armee an der Westfront eingesetzt, wo es den ganzen Krieg über verblieb. Im Frühjahr 1917 wurde das Regiment dem Artilleriekommandeur der neugebildeten 15. Infanterie-Division unterstellt.

### Verbleib
Nach dem Waffenstillstand von Compiègne marschierten die Reste des Regiments in die Garnison zurück. In München erfolgte ab 22. Dezember 1918 die Demobilisierung und anschließende Auflösung des Regiments. Aus demobilisierten Teilen bildete sich eine Volkswehr-Batterie, die in der Vorläufigen Reichswehr im leichten Reichswehr-Artillerie-Regiment 21 aufging.
Die Tradition übernahm in der Reichswehr durch Erlass des Chefs der Heeresleitung General der Infanterie Hans von Seeckt vom 24. August 1921 die 6. Batterie des 7. (Bayerisches) Artillerie-Regiments in Landsberg am Lech. In der Wehrmacht führte das Artillerieregiment 7 die Tradition fort.

### Kommandeure
| Dienstgrad            | Name                             | Datum                                 |
| --------------------- | -------------------------------- | ------------------------------------- |
| Oberst                | Ludwig von Perfall               | 01. Oktober 1900 bis 25. Oktober 1901 |
| Oberst                | Alfred von Kesling               | 26. Oktober 1901 bis 26. Mai 1905     |
| Oberstleutnant/Oberst | Albert Seekirchner               | 27. Mai 1905 bis 3. August 1908       |
| Oberst                | Robert Paul                      | 04. August 1908 bis 22. April 1911    |
| Oberst                | Maximilian Siebert               | 23. April 1911 bis 25. Dezember 1914  |
| Oberstleutnant        | Emanuel von Holnstein aus Bayern | 26. Dezember 1914 bis 12. August 1917 |
| Major                 | Richard Schwarzenberger          | 13. August 1917 bis Dezember 1918     |
| Oberstleutnant        | Karl von Malaisé                 | Dezember 1918 bis Januar 1919         |